# Odysséen (TV-serie)
The Odyssey, även känd i Sverige under titeln Odysséen är en amerikansk äventyrsfilm från 1997 som bl.a. i Sverige visades som miniserie. Den är regisserad av Andrej Kontjalovskij med Armand Assante och Isabella Rossellini i huvudrollerna. Filmen bygger på Homeros verk Odysséen, en av världens äldsta bevarade äventyrsberättelser eller hjältedikter och en direkt fortsättning på Homeros Iliaden som också resulterat i en storfilm – Troja.

## Handling
Till grund för filmen ligger Homeros flera tusen år gamla berättelse om äventyraren Odysseus, kungen av Ithaka, och hans tio år långa sjöresa hem efter segern i det Trojanska kriget. En seglats kantad av lömska gudar, häxor, människoätande jättar, eldsprutande drakar, ett monster med sex huvuden och undersköna sirener som sjunger sjömän i fördärvet. Nutida vardagsbegrepp som odyssé, siren och cyklop har sitt upphov i Odysséen.

## Rollista i urval
- Armand Assante - Odysseus
- Greta Scacchi - Penelope
- Isabella Rossellini - Athena
- Bernadette Peters - Circe
- Eric Roberts - Eurymachus
- Irene Papas - Anticleia
- Geraldine Chaplin - Eurycleia
- Jeroen Krabbé - Kung Alcinous
- Christopher Lee - Tiresias
- Vanessa L. Williams - Calypso
- Nicholas Clay - Menelaus
- Adoni Anastassopoulos - Perimides
- Paloma Baeza - Melanthe
- Ron Cook - Eurybates